# اینجی
اینجی یک روستا در ایران است که در دهستان سنگر (فاروج) واقع شده‌است. اینجی ۱۷۸ نفر جمعیت دارد.